# Zapovednik Basjkirski
Zapovednik Basjkirski (Russisch: Башкирский государственный природный заповедник; Basjkiers: Башҡортостан дәүләт ҡурсаулығы) is een strikt natuurreservaat gelegen in Basjkirostan in het oosten van Europees Rusland. De oprichting tot zapovednik vond plaats op 3 september 1929 per besluit (№ 101/33/1) van de Raad van Volkscommissarissen van de Basjkierse ASSR. Zapovednik Basjkirski heeft een oppervlakte van 496,09 km².

## Geschiedenis
In 1771 trok de Russische ontdekkingsreiziger en botanicus Ivan Lepjochin langs de plaatsen die later Zapovednik Basjkirski zouden worden. In die tijd waren de bergen van Basjkirostan nog bedekt met ongerepte bossen van dennen, lariksen, sparren, berken, eiken, esdoorns en lindes. Vanaf het einde van de 19e eeuw kwam hier verandering in. Tussen 1910 en 1912 vonden er grote bosbranden plaats en tussen 1914 en 1916 in de Eerste Wereldoorlog werd er circa 60 km² bos langs de rivieren Sargaja en Oezjan gekapt. Daarna zorgde de droogten van 1920 en 1921 voor catastrofale bosbranden die een groot bosoppervlak vernietigden. In 1929 werd daarom op verzoek van enkele gerenommeerde wetenschappers het resterende gebied te vrijwaarden van economische activiteiten. Dit voorstel werd op 3 september 1929 goedgekeurd door de Raad van Volkscommissarissen. In 1951 werden op bevel van Jozef Stalin vele zapovedniks ontbonden, waaronder Zapovednik Basjkirski. In 1958 werd het reservaat dankzij de inzet van wetenschappers hersteld. In de jaren dat het gebied ontbonden was vond er echter opnieuw houtkap plaats.

## Kenmerken
Zapovednik Basjkirski is gelegen in de Zuidelijke Oeral in de buurt van de grens tussen Europa en Azië en omvat de bergketen Oeraltaoe. De hellingen van de bergketens zijn voor ongeveer 80% bebost en worden vooral bedekt door boomsoorten als grove den (Pinus sylvestris), Siberische lariks (Larix sibirica) en ruwe berk (Betula pendula). Andere biotopen zijn vochtige graslanden, vedergrassteppen en kalkgraslanden. Ook kent het reservaat een dicht netwerk aan rivieren en beken.

## Fauna
In Zapovednik Basjkirski zijn 53 zoogdieren, 196 vogels, zes reptielen, drie amfibieën en zeventien vissoorten vastgesteld. De bossen zijn rijk aan soorten die kenmerkend zijn voor de Euraziatische boreale zone, zoals de bruine beer (Ursus arctos), Euraziatische lynx (Lynx lynx), Siberische grondeekhoorn (Tamias sibiricus), auerhoen (Tetrao urogallus), kruisbek (Loxia curvirostra), laplanduil (Strix nebulosa) en boskoekoek (Cuculus optatus). Het reservaat is ook een overwinteringsgebied voor 400 à 500 elanden (Alces alces). 's Zomers is hun aantal beperkt tot 20 à 30 individuen. Andere hoefdieren in het reservaat zijn het Siberisch ree (Capreolus pygargus), wild zwijn (Sus scrofa) en de geïntroduceerde Siberische wapiti (Cervus canadensis sibiricus).